# Santa Catarina Pinula
Santa Catarina Pinula è un comune del Guatemala facente parte del dipartimento di Guatemala.
L'abitato ha origine in epoca precolombiana, quando un gruppo di indigeni fondò un villaggio chiamato Pankaj o Pinola; l'intitolazione a Santa Caterina avvenne successivamente su iniziativa di padre Juan Godinez